# Котляревський Тимофій Терентійович
Котляревський Тимофій Терентійович (р. н. невід. — помер 18.02.1800) — військовий отаман Чорноморського козацького війська (з 27 червня 1797 — 15 листопада 1799), генерал-майор.

## Біографія
У 1760 р. записався козаком у Запорозьку січ.
Після зруйнування Нової Січі у 1775 р. служив у Самарській земській управі.
Під час російсько-турецької війни 1787—1792 як чорноморський козак брав активну участь у всіх битвах.
У 1789 був обраний військовим писарем. Особливо відзначився при штурмі Ізмаїла 1790 р., за що отримав чин підполковника.
У 1793 у складі військового уряду прибув на Кубань.
У 1797, залишаючися старшим у війську, був на коронації імператора Павла І, який 27 червня 1797 р. призначив його, всупереч запорозькій виборчій традиції, військовим отаманом.
У тому ж році брав участь у придушенні бунту чорноморців, які повернулися з походу в Персію (так званий Перський бунт).
Наприкінці 1799 вийшов у відставку, рекомендувавши замість себе підполковника Бурсака.
Помер у місті Єкатеринодар (нині Краснодар).